# جیووانی گرونچی
جیووانی گرونچی (انگلیسی: Giovanni Gronchi; زاده ۱۰ سپتامبر ۱۸۸۷ – درگذشته ۱۷ اکتبر ۱۹۷۸) یک سیاست‌مدار اهل ایتالیا بود.